# Tokyo Tribe 2
Tokyo Tribe 2 (トウキョウ トライブ トゥー, Tōkyō Toraibu Tū) est un seinen manga dessiné et écrit par le mangaka Santa Inoue et est la suite logique du one shot Tokyo Tribe paru en 1993. Il a été prépublié dans le magazine japonais Boon et édité par Shōdensha. Le manga s'achève en 12 volumes reliés. En France, Glénat a publié seulement 6 volumes et l'a mis en pause par décision de l'ayant droit.
Une adaptation en anime a été réalisée par les studios Madhouse et c'est Tatsuo Sato qui en est le réalisateur et le scénariste. Elle a été diffusée à un rythme hebdomadaire sur la chaîne WOWOW au Japon à partir de novembre 2006 jusqu'en février 2007. Elle a été également diffusée pour la première fois en France chaque dimanche soir sur la chaîne Virgin 17 sous le distributeur TV The Box Distribution depuis le 17 février 2008, soit un an après la fin de diffusion au Japon. Beez s'est chargé d'éditer l'anime en support DVD.
Une adaptation en film live réalisé par Sono Sion est sortie le 30 août 2014.

## Résumé
L'histoire se déroule dans un Tokyo où la justice est rendue par des bandes armées. Les quatre plus grandes sont : les Shibuya saru, les Shinjyuku hands, les Musashino saru et les Wu-ronz.
Les guerres des gangs font rage entre les différents quartiers. Lors d'une nuit, un évènement terrible se passe et les Saru de Musashino se retrouvent donc obligés d'affronter les dangereux Wu-ronz de Bukuro.
Mais la plupart ignorent que la querelle de pouvoir qui oppose les clans est issue de la haine de deux anciens amis. Le goût de la trahison se mêle au goût du sang, et la ville s'enflamme.

## Les gangs
Les Shibuya Saru (Les singes de Shibuya)
Environ 100 membres
Secteur : Shibuya
Chef : ?
Les Musashino Saru (Les singes de Musashino)
Environ 100 membres
Secteurs : Musashino
Chef : Terra
- Kai Deguchi : DJ c'est le personnage principal de la série. Meilleur ami de Mera. Après la mort de Tera il devint le nouveau leader mais ils n'ont aucun chef.

- Kim : Un ami de Kai qui s'est fait assassiner par Mera

- Hashim : Un ami de Kai lui aussi. Son vrai nom est Tadao Hashimura.

- Secrétaire : Un nouveau membre chez les Saru. Son vrai nom est Hajime Tamiya.

- Terra : Le chef des Saru avant qu'il ne se fasse tuer par Mera. Son vrai nom est Hiroshi Terada.

- Love : Un lycéen studieux qui est aussi artiste, c'est lui qui fait des graffiti dans toute la ville de Tōkyō.

- Gondo

- Onkichi

- Red

- Doh

Les Shinjuku Hands (Les mains de Shinjuku)
Environ 100 membres
Secteur : Shinjuku
Chef : Iwao
- Iwao : Le chef des Hands.
- Eve : La femme de Iwao.
- Lefty

Les Wu-Ronz de Bukuro
Environ 200 membres
Secteur : Bukuro
Chef : Mera
- Mera : Le meilleur ami de Kai. Ses parents ont été tués par Bubba.
- Skunk : Un ami de Kai et Mera qui plus tard les trahira.
- Tsutchi
- Namihira
- Ago
- John

Les Waru
Environ 100 membres
Secteur : Shibuya
Chef : Renkon Chef
- Renkon Chef : Il est le chef des Waru il est aussi barman. Il a été basé sur Raekwon
- Chikachiro
- Korezzu

Le Clan Bubba
Environ 20 membres
Secteur : Dans le sous sol d'une épicerie de Bukuro
Chef : Big Bubba
- Big Bubba : Le boss des organisations Neo Wu-Ronz, Wu-Ronz.
- Nkoi : Le fils du boss Bubba.
- Galileo : Le meilleur ami de Nkoi.
- Jadakings :Un mi-homme mi-monstre qui est arrivé a Tōkyō car il recherche la princesse d'Hong Kong (Sunmi).
- Shiro
- Ittoku

Les Neo Wu-Ronz
Nombre de membres inconnus mais largement plus grand que les autres gangs
Secteur: Presque tout Tōkyō
Chef: Skunk
Les Thug
Environ 50 membres
Secteur : Machida
Chef : Don Chi Chi
- Don Chi Chi : Le chef des Thug il a trois larmes sur les yeux car c'est le nombre de personnes qu'il a tuées. Il est basé sur Birdman.
- Bamiko Nakaya : La femme de Don Chi Chi.
- Fox "Boogie" Brown

Les 045 Bulldogs
Environ 50 membres
Secteur : Yokohama
Chef : Sleepy
- Sleepy : Le chef des Bulldogs il est ami avec Hasim. Il est basé sur Snoop Dogg
- Kamakazi : Le bras droit de Sleepy

Les Inoheads
Les Players
Les Toy
Les Empereurs de Yamato
Les Pirates
L'empire Skunk
Environ plus de 400.
L'empire Skunk a de nombreuses recrues trouvées dans les rues de Tōkyō pour s'emparer de toutes les rues de la ville de Tōkyō.
Chef : Skunk

## Anime

### Liste des épisodes
| No | Titre français | Titre japonais | Titre japonais | Date de 1re diffusion |
| No | Titre français | Kanji          | Rōmaji         | Date de 1re diffusion |
| --- | -------------- | -------------- | -------------- | --------------------- |
| 01 | Track 01       |                |                | 11 novembre 2006      |
| Trois Saru décident de faire une virée à Bukuro et sont retrouvés pendus le lendemain matin. Kai mène son enquête pour savoir ce qu'il s'est passé. Il va bientôt se retrouver nez à nez avec une vieille connaissance... |                |                |                |                       |
| 02 | Track 02       |                |                | 18 novembre 2006      |
| Bubba, le parrain local, veut développer ses activités illicites et charge les Wu-Ronz de Bukuro de recruter des jeunes femmes. Il est prêt à étendre ses recherches jusque dans le quartier rival, Musashino... |                |                |                |                       |
| 03 | Track 03       |                |                | 25 novembre 2006      |
| Pour venger Tera, trois Saru veulent éliminer Nkoi, le fils de Bubba. Les choses ne se passent pas comme ils l'avaient escompté et une course-poursuite s'engage entre l'un des assaillants et Galileo, le fidèle ami de Nkoi... |                |                |                |                       |
| 04 | Track 04       |                |                | 2 décembre 2006       |
| Un typhon approche de Tokyo et menace d'inonder le chantier du métro. Ayant échappé à un traquenard orchestré par Nkoi, Mera cherche à sortir des tunnels et croise le chemin de Kai, toujours opposé à Galileo... |                |                |                |                       |
| 05 | Track 05       |                |                | 9 décembre 2006       |
| Kai et ses amis tentent, chacun de son côté, d'échapper aux Waru. Leurs fuites respectives les amènent à faire de singulières rencontres. Kai tombe nez-à-nez avec Sunmi, une prostituée travaillant pour l'organisation de Bubba. De leur côté, Hashim et le secrétaire retrouvent Renkon Chef, un vétéran des gangs de Tokyo... |                |                |                |                       |
| 06 | Track 06       |                |                | 16 décembre 2006      |
| La Saru Night organisée par les Saru à Shivuya promet d'être extraordinaire. Pendant ce temps-là, Mera et le chef des Hands, Iwao, se retrouvent face à face. La situation dégénère lorsque Jadakings, le tueur envoyé par la mafia de Hong Kong, vient troubler le combat qui s'apprêtait à commencer. Alors que de son côté, Renkon Chef, qui s'était proposé pour servir de médiateur dans les récentes tensions entre gangs, cherche à rencontrer Mera pour palabrer, les affaires s'enveniment... |                |                |                |                       |
| 07 | Track 07       |                |                | 23 décembre 2007      |
| Sur l'ordre de Skunk, de plus en plus avide de pouvoir, les Wu-ronz attaquent les Hands et les Saru en pleine fête. Dans la cohue, Kai tombe à nouveau sur Sunmi alors que la jeune fille vient à peine de se sortir des griffes de Skunk. Non loin de là, Jadakings semble vouloir mettre la main sur Sunmi... |                |                |                |                       |
| 08 | Track 08       |                |                | 6 janvier 2007        |
| Après les rudes affrontements de Shivuya, la tension se relâche et chacun cherche un peu de réconfort. C'est ainsi que Mera et Sunmi finissent par partager un moment intime. Après s'être endormi, Mera fait un rêve qui le transporte dans le passé. De leur côté, les Saru, fidèles à leurs habitudes, réintègrent leur quartier général, le Penny's... |                |                |                |                       |
| 09 | Track 09       |                |                | 13 janvier 2007       |
| Hashim et le secrétaire accompagnent Nori faire du shopping à Yokohama. Sur place, ils rencontrent un gang local, les 045 Bulldogs, qui les invitent à passer la soirée avec eux. En pleine fête, un autre gang, les Neo Wu-Ronz, surgit et cherche la bagarre... |                |                |                |                       |
| 10 | Track 10       |                |                | 27 janvier 2007       |
| Kai, Renkon Chef et Iwao rassemblent des représentants de chaque gang important de Tokyo sur un bateau pour discuter de la menace que représente les Neo Wu-Ronz. Malgré leurs efforts, les frictions sont difficiles à éviter et la réunion tourne au vinaigre... |                |                |                |                       |
| 11 | Track 11       |                |                | 3 février 2007        |
| Les hommes de Bubba ont réussi à capturer Sunmi et la retiennent prisonnière. Mais leur chef n'a plus la tête sur les épaules : il est littéralement mort de peur à l'idée d'être assassiné par la mafia de Hong Kong. De son côté, Mera est obligé de faire profil bas... |                |                |                |                       |
| 12 | Track 12       |                |                | 10 février 2007       |
| Pour en finir une bonne fois avec les Neo Wu, Kai et ses nouveaux alliés, Sleepy et Don Chi Chi, savent qu'il faut neutraliser leur chef, Skunk... |                |                |                |                       |
| 13 | Track 13       |                |                | 17 février 2007       |
| A Takadanobaba, le combat s'achève et les Neo Wu semblent battus. Dans un ultime sursaut d'orgueil, Skunk prend la fuite en emmenant Sunmi... |                |                |                |                       |

## Critiques
« Les couleurs chaudes choisies pour tout ce qui concerne les lieux [...] contrastent avec la noirceur d'un scénario d'une réelle violence. Mais ces deux aspects, à priori contradictoires, expliquent assez bien la réussite de la série. » (Planète Japon no 10)

## Autour de la série
- Santa Inoue est un passionné de culture Hip-hop américaine.
- L'auteur a aussi sa propre marque de Streetwear, Santastic!Wear
- La bande son a été confiée à Muro, un des plus influents rappeur/producteur de l'archipel avec la collaboration de rappeurs japonais Buddha MC's, Suiken, Big-O, S-word, Twigy, Big-Z mais aussi d'envergure internationale comme Ghostface Killah et Raekwon du Wu-Tang Clan.